# 騎兵大将軍
騎兵大将軍(きへいたいしょうぐん)とは、奈良時代、日本の律令制において設置された武官。外国の使臣入京や天皇行幸の列などの威儀を張るため、または警衛のために諸国より徴発された騎兵を率いる指揮官のこと。騎兵司。

## 概要
騎兵大将軍は『続日本紀』の慶雲2年(705年)11月乙丑条の新羅使を迎えた迎えた際に、紀古麻呂を任じたのが初見であり、天平12年(740年)に藤原広嗣が九州で謀叛した藤原広嗣の乱において、聖武天皇が伊賀国、伊勢国に行幸した際、藤原仲麻呂を前騎兵大将軍、紀麻路を後騎兵大将軍に任じ、400もの騎兵に警衛させたことが記録されている。天平神護元年(765年)、称徳天皇が河内国弓削に行幸した際には、藤原縄麻呂、百済王敬福を各騎兵大将軍に任じた。